# Верховская, Лидия Никандровна
Ли́дия Ника́ндровна Верхо́вская (11 [23] октября 1882, Смоленск — 1919, Петроград) — русская художница. Сестра поэта и литературоведа Ю. Н. Верховского и химика В. Н. Верховского.

## Биография
Родилась в Смоленске 11 (23) октября 1882 года. Училась в Петербурге в Рисовальной школе Общества поощрения художников у Я. Ф. Ционглинского.
В 1913—1914 гг. совершила поездку по Испании и Франции. 

## Творчество
Писала пейзажи, интерьеры, портреты; работала в техниках акварели, пастели. Её произведения репродуцировались в журнале «Нива». Занималась книжной графикой, оформила издания: 
- «Зелёный сборник стихов и прозы» (альманах. — СПб., 1905),
- «Чудесное кольцо. Народные сказки» П. С. Соловьёвой (Allegro) (М., 1915) и др.

В графике была близка «мирискусникам».

## Выставки
- 1907; «Новое общество художников», Санкт-Петербург
- 1910; «Новое общество художников», Санкт-Петербург
- 1911; «МТХ», Москва
- 1912; «Новое общество художников», Санкт-Петербург
- 1913; «Новое общество художников», Санкт-Петербург
- 1913; «МТХ», Москва
- 1913; галерея Лемерсье, Москва
- 1914; «Новое общество художников», Санкт-Петербург
- 1915; «Новое общество художников», Санкт-Петербург
- 1915; «Мир искусства», Москва, Петроград
- 1918; «Русский пейзаж», Петроград
- 1929; выставка АХР

## Галерея
Творчество Л. Н. Верховской представлено в ряде музейных собраний, среди них: Государственный Русский музей, Пермская государственная художественная галерея, Екатеринбургский музей изобразительных искусств.
- 1907 «Комната в Бобровке»
- 1910 «Аллея»,
- 1910 «Портрет Л. Н. К.»
- 1913 «Осень»,
- 1913 «Окраина Петербурга»
- 1914 «Сеговия» (акварель, Испания, Русский музей)
- 1914 «Испанский дворик Толедо» (Русский музей)
- 1914 «Пейзаж. Франция» (пастель, Русский музей)
- 1914 «Мост» (Екатеринбургская картинная галерея)
- 1915 «Парк в снегу»,
- 1915 «Речка Бобровочка»
- 1916 «Интерьер в старом барском доме» (Пермская художественной галерея),
- 1918 «Фёдоровы холмы Новгородской губернии» и др.
- «Архитектурный пейзаж» (Пермская художественной галерея)

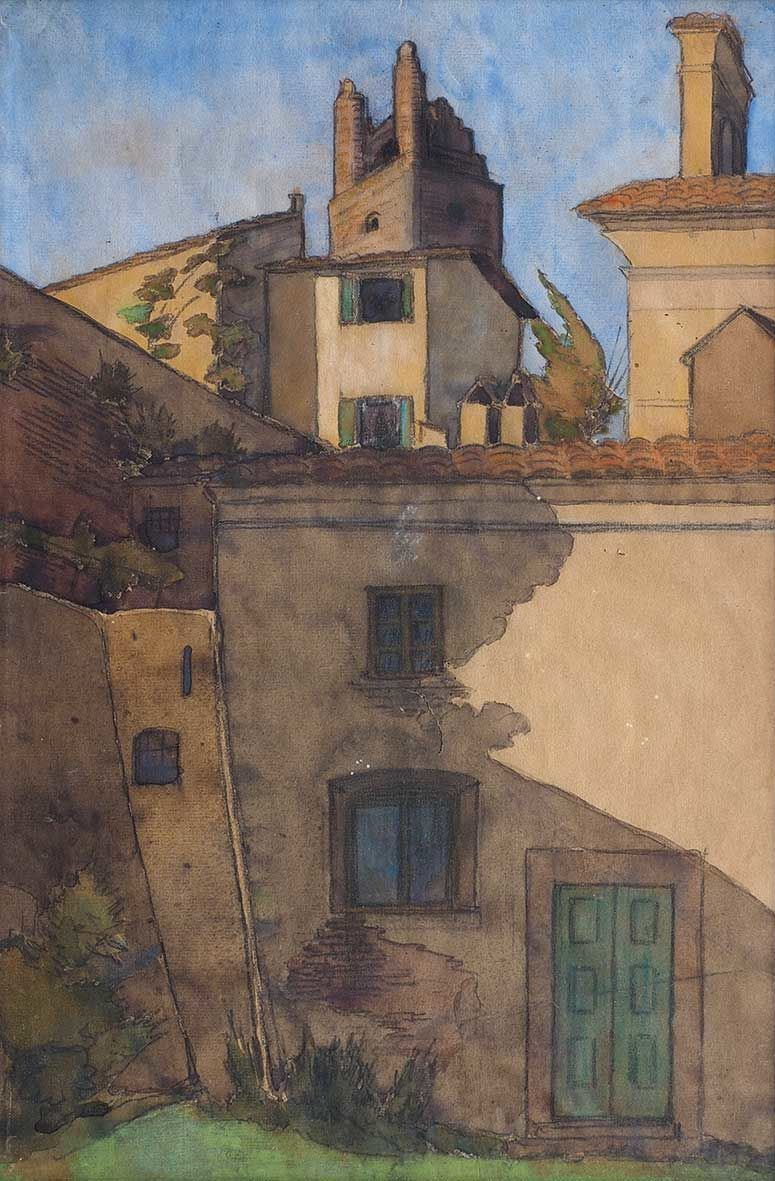
Испания. Архитектурный пейзаж. 1910-е гг.
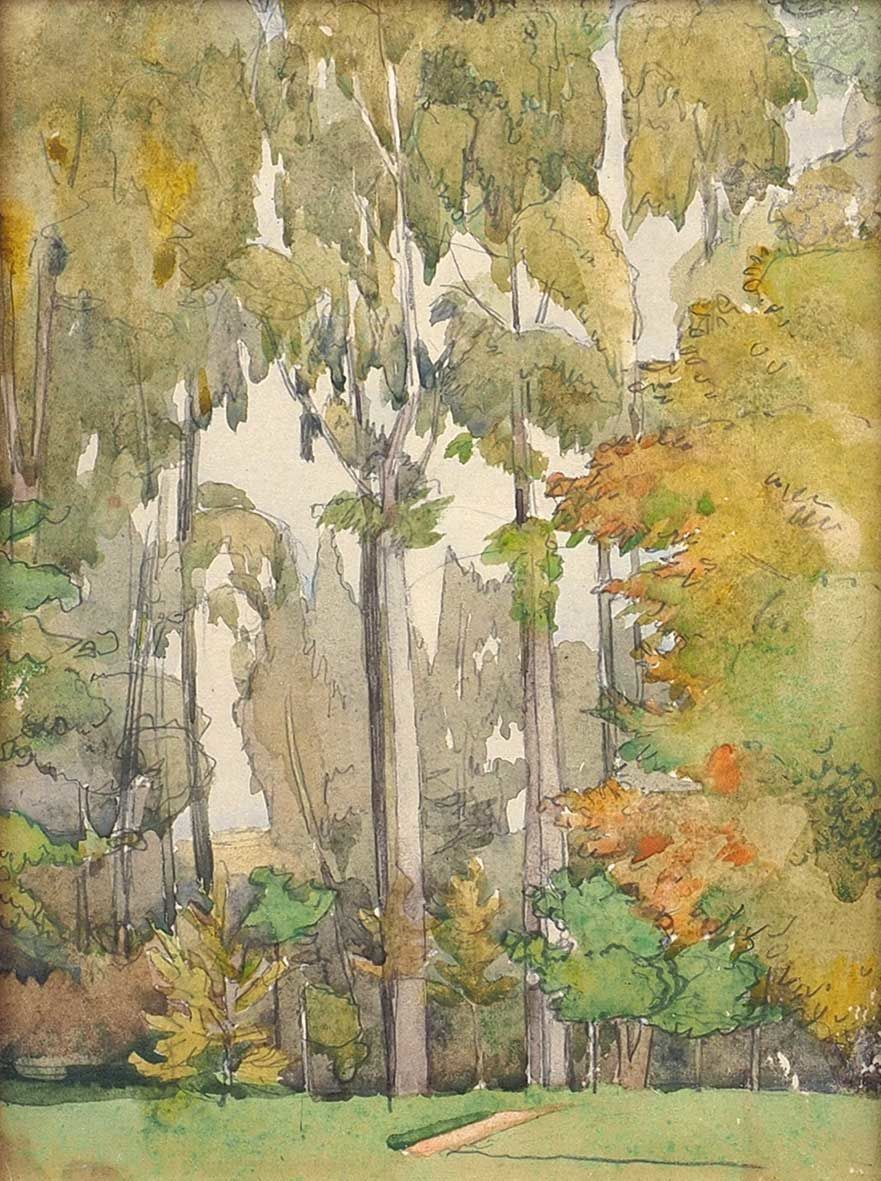
Осень. 1910-е гг.
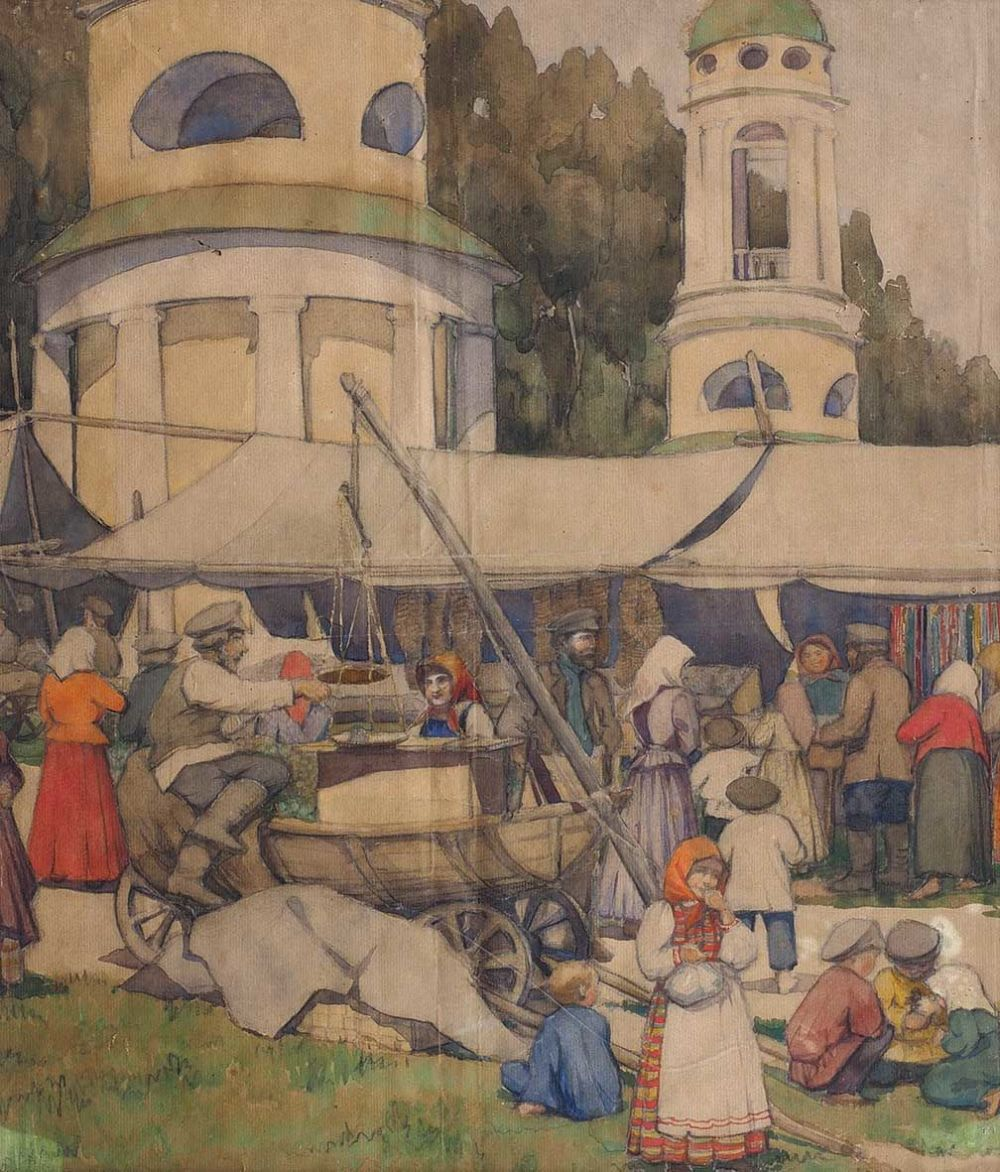
Торговая площадь в уездном городе. 1910-е гг
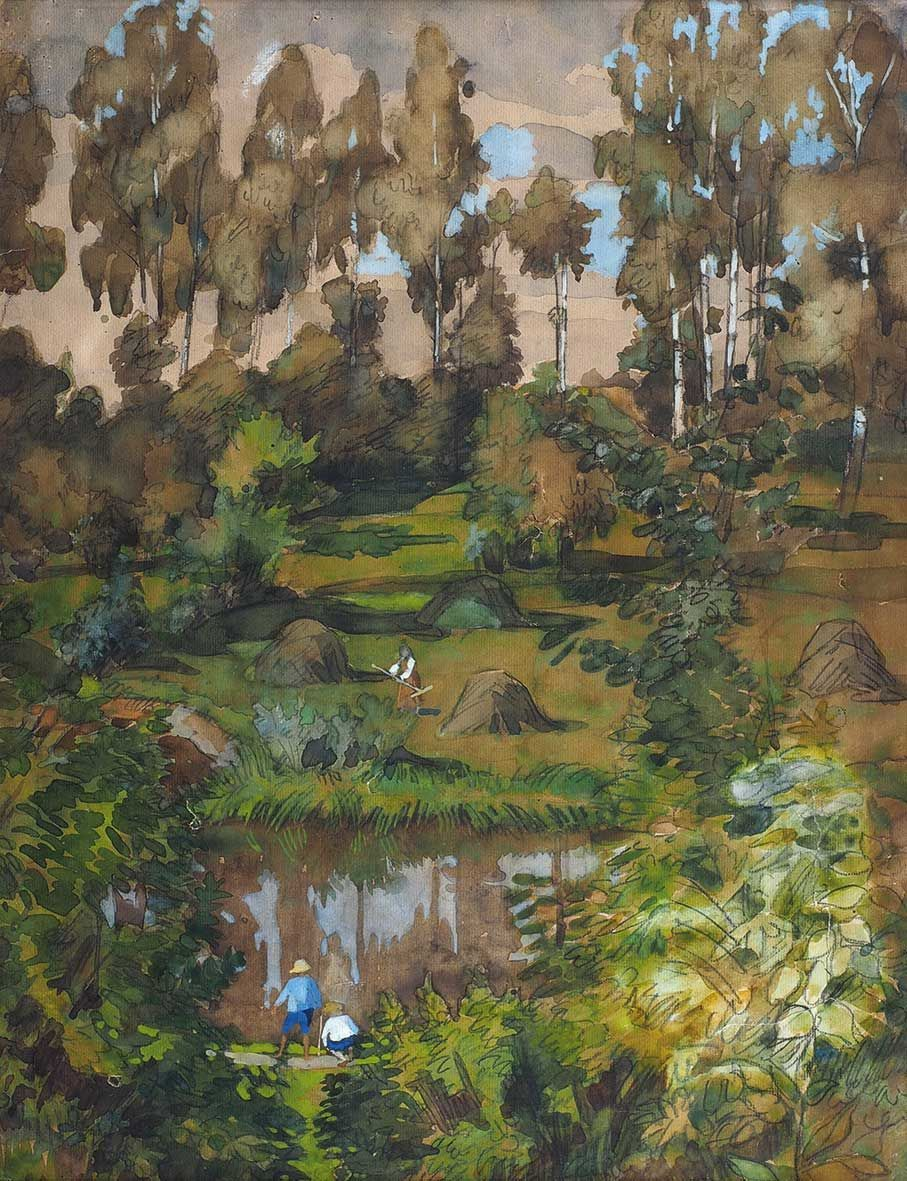
Летний пейзаж. Река Бобровка. 1910-е гг.